# 特羅揚尼夫卡 (卡明-卡希爾斯基區)
特羅揚尼夫卡（烏克蘭語：Троянівка）是烏克蘭的村落，位於該國西部沃倫州，由卡明-卡希爾斯基區負責管轄，面積223.6平方公里，海拔高度172米，2001年人口899，人口密度每平方公里4.02人。